# Panmun-guyok
Panmun-guyok (en chosŏn'gŭl : 판문구역; hanja : 板門區域) est un district est de la ville spéciale de Kaesong en Corée du Nord.

## Histoire
En décembre 1952, pendant la guerre de Corée, le comté de Panmun (ko) a été créé en raison de la réorganisation des divisions administratives en Corée du Nord. Le nom du comté vient de Panmunjeom, où se déroulaient à l'époque les pourparlers d'armistice.
En janvier 1955, les comtés de Keapung et de Panmun dans la province du Hwanghae du Nord appartenaient au district de Kaesong.
En juin 1957, lorsque le district de Kaesong fut promu au rang de ville sous administration directe de Kaesong, le comté de Panmun lui appartenait.
Le comté de Panmun a disparu en novembre 2002. Après la création de la ville spéciale de Kaesong en octobre 2019, Panmun-guyok a été créé en avril 2020.

## Divisions administratives
Le compté est divisé en 2 dong (districts) et 13 ri (villages).
- P'anmun 1-dong 
 (판문1동/板門1洞)
- P'anmun 2-dong 
 (판문2동/板門2洞)
- Taeryong-ri 
 (대룡리/大龍里)
- Sangdo-ri 
 (상도리/上道里)
- Ryŏngjŏng-ri 
 (령정리/嶺井里)
- Sinhŭng-ri 
 (신흥리/新興里)
- Chogang-ri 
 (조강리/祖江里)
- Rimhal-ri 
 (림한리/臨漢里)
- Tŏksu-ri 
 (덕수리/德水里)
- Sŏnchŏng-ri 
 (선적리/仙跡里)
- P'anmunjŏm-ri 
 (판문점리/板門店里)
- P'yŏnghwa-ri 
 (평화리/平和里)
- Ch'aeryŏn-ri 
 (채련리/採蓮里)
- Tongnae-ri 
 (동내리/東內里)
- Aep'o-ri 
 (애포리/艾浦里)

## Transport
P'anmun est desservie par les gares de Panmun et de Pongdong de la compagnie ferroviaire coréenne. Ces deux trains sont situés sur la ligne P'yŏngbu.